# Гасанабад-е Банд
Гасанабад-е Банд (перс. حسن ابادبند) — село в Ірані, у дегестані Нур-Алі-Бейк, у Центральному бахші, шагрестані Саве остану Марказі. За даними перепису 2006 року, його населення становило 49 осіб, що проживали у складі 12 сімей.

## Клімат
Середня річна температура становить 16,92 °C, середня максимальна – 34,73 °C, а середня мінімальна – -4,55 °C. Середня річна кількість опадів – 259 мм.
| Клімат поселення                              | Клімат поселення | Клімат поселення | Клімат поселення | Клімат поселення | Клімат поселення | Клімат поселення | Клімат поселення | Клімат поселення | Клімат поселення | Клімат поселення | Клімат поселення | Клімат поселення | Клімат поселення |
| Показник                                      | Січ.             | Лют.             | Бер.             | Квіт.            | Трав.            | Черв.            | Лип.             | Серп.            | Вер.             | Жовт.            | Лист.            | Груд.            |                  |
| Середній максимум, °C                         | 11,62            | 14,37            | 18,47            | 25,06            | 30,13            | 34,60            | 34,73            | 33,59            | 29,98            | 24,09            | 17,87            | 11,48            |                  |
| Середня температура, °C                       | 3,52             | 6,28             | 10,38            | 16,98            | 22,04            | 26,50            | 29,00            | 27,86            | 24,24            | 18,34            | 12,12            | 5,75             |                  |
| Середній мінімум, °C                          | −4,55            | −1,81            | 2,32             | 8,89             | 13,97            | 18,43            | 23,27            | 22,11            | 18,52            | 12,61            | 6,39             | 0,02             |                  |
| Норма опадів, мм                              | 39               | 36               | 45               | 31               | 22               | 3                | 1                | 1                | 1                | 14               | 26               | 40               |                  |
| Середньомісячна швидкість вітру, м/с          | 1.55             | 2.31             | 2.82             | 3.13             | 2.98             | 2.86             | 3.04             | 2.90             | 2.45             | 2.23             | 1.96             | 1.55             |                  |
| Середньомісячна сонячна радіація, кДж/м²·день | 9252             | 12174            | 14562            | 18165            | 22129            | 26175            | 25700            | 23521            | 20152            | 14894            | 10898            | 8857             |                  |
| --------------------------------------------- | ---------------- | ---------------- | ---------------- | ---------------- | ---------------- | ---------------- | ---------------- | ---------------- | ---------------- | ---------------- | ---------------- | ---------------- | ---------------- |
| Джерело:                                      |                  |                  |                  |                  |                  |                  |                  |                  |                  |                  |                  |                  |                  |